# Тернопільська (Теребовлянська) духовна семінарія
Тернопільська духовна семінарія імені святих рівноапостольних Кирила і Мефодія — середній спеціальний навчальний заклад, який готує священослужителів для Православної церкви України (раніше УАПЦ) розташований у місті Теребовля. До семінарії приймалися особи чоловічої статі у віці від 18 до 35 років, які мають середню і вищу освіту, неодружені, або одружені першим шлюбом.
Адреса: 48100, м. Теребовля, Тернопільська обл., вул. Шевченка, 3А

## Історія
Тернопiльська духовна семiнарія iменi святих рiвноапостольних Кирила i Мефодiя, заснована у кінці 1990 року в юрисдикції УАПЦ, наступного року зареєстрована Державним комітетом України у справах релігій. Свідоцтво про реєстрацію №12/3 було видано 12 серпня 1991 року.
Стара Кирило-Мефодіївська семінарія, зареєстрована 1991 року, в умовах заснування УПЦ-КП влітку 1992 року залишилася в юрисдикції "старої" УАПЦ, з приміщенням при Надставній церкві м. Тернополя, але у 1992-1993 роках поступово переведена до міста Теребовля.
У 1994 р. відбувся перший випуск вихованців семінарії, які навчалися 4 роки. Відтоді семінарія перейшла на трирічний термін навчання.
У 1997 році митрополит Василій (Боднарчук) перейшов до УПЦ-КП, при залишенні приблизно половини парафій Тернопільської єпархії в юрисдикції УАПЦ, і створив у 1998 році свою окрему єпархіальну семінарію, під керівництвом протоієрея Романа Сливки, яка стала відома, як Тернопільська (Збаразька) духовна семінарія св. рівноапостольних Кирила і Мефодія.
У 1996-1998 роках Теребовлянською семінарією керували ректор - прот. Роман Сливка, і проректор - прот. Роман Тарасюк (Городиський І., Зінчишин І. Мандрівка по Теребовлі і Теребовлянщині. Львів: Каменяр, 1998. Стор. 110-111). 
Але, коли у 1997-1998 роках через перехід Василія (Боднарчука) з УАПЦ до УПЦ-КП відбувся розкол серед духовенства у Тернопільській єпархії, то прот. Роман Сливка з частиною викладачів і студентів перейшов у новостворену Тернопільську (Збаразьку) духовну семінарію УПЦ-КП.
Натомість, керуючий Тернопільсько-Подільською єпархією УАПЦ владика Мефодій видав Указ за № 120 від 4 червня 1998 р. про “створення Тернопільської Православної Духовної Семінарії УАПЦ” за адресою: м. Теребовля, вул. Шевченка, 3 а. Через рік, своїми силами зробивши ремонт і привівши приміщення в належний стан, семінарія вже приймала сорок абітурієнтів.
Випуски постійно збільшувались і єпархія, маючи своїх вихованців підносила рівень духовного життя єпархії, а згодом і інших областей. Вже у 2001 році кількість семінаристів становила майже шістдесят чоловік. 
Пізніше, паралельно з існуючою семінарією, в Теребовлі 2003 року була утворена Тернопільська духовна академія УАПЦ.
Таке рішення прийняв керуючий Тернопільською єпархією УАПЦ, митрополит Мефодій (Кудряков), він же став ректором академії. Перший випуск студентів новоутвореної академії, котрі удостоїлися дипломів Бакалаврів богослов’я, відбувся 18 жовтня 2007 року.  
Найвідомішими викладачами Тернопiльської Духовної Академії і Семінарії УАПЦ у м. Теребовля варто назвати самого митр. Мефодiя (Кудрякова), померлого 2015 року, та владику Мстислава (Гука), також до когорти найкращих належать померлий у 2020 році протоієрей Євгеній Заплетнюк (займав довгий час посаду проректора з наукової роботи Тернопiльської Духовної Академії і Семінарії УАПЦ та настоятеля академічного храму св. Кирила і Мефодія), духівник - митрофорний протоієрей Ярослав Пиріг (благочинний академічного храму), iнспектор - митрофорний протоієрей Анатолій Залізницький (настоятель церкви села Пiдгороднього, голова Тернопільського районного деканату УАПЦ, пізніше переведений на посаду проректора, а інспектором став протодиякон Петро Рубльовський), митрофорний протоієрей Юрій Терлюк (економ семінарії і академії, настоятель церкви села Рiздвяни), прот. Володимир Якубишин (настоятель православного Володимирського храму при колишньому монастирі кармелітів у м. Теребовля, декан Теребовлянського районного деканату УАПЦ), прот. Роман Стефанюк (класний наставник), Роман Ленько, та ряд iнших.
Приміщення колишньої «Кіновідеомережі» відремонтовані свого часу саме силами студентів семінарії для подальшого розташування тут навчальних класів, де нині розмістилися ці вищі навчальні заклади, у власність Українській Автокефальній Православній Церкві передали поетапно у 1998-1999 роках.
25 червня 2007 року Теребовлянська семінарія стала осідком новоутвореного Учбового комітету при Архієрейському соборі Української Автокефальної Православної Церкви у наступному складі:
· Голова- Блаженнійший Мефодій, Митрополит Київський і всієї України, Предстоятель УАПЦ, ректор ТПДА і С
· Секретар - Прот. Євгеній Заплетнюк, магістр богослів’я, помічник інспектора з навчальної роботи ТПДА і С
· Високопреосвященний Іоан, Архієпископ Уманський, Голова Богословсько-канонічної Комісії УАПЦ
· Преосвященний Михаїл, єпископ Житомирський, кандидат богословських наук.
· Митр.прот. Олександр Антонюк, багаторічний викладач Київських духовних шкіл.
· Митр. прот. Анатолій Залізницький, інспектор ТПДА і С
· Професор Арсен Гудима, викладач Тернопільської Православної духовної академії і семінарії. 
До колективу академії долучився також найстарший по хіротонії і педагогічній практиці викладач - митрофорний протоієрей Лілякевич Вячеслав Миколайович.   Він був родичем іншого відомого тернопільського священика - Лілякевича Віталія Палладійовича.
У 2015-2016 роках ректором семінарії та академії числився владика Мстислав (Гук), а проректором працював прот. Анатолій Залізницький.
10 грудня 2016 року семінарію та академію в Теребовлі відвідав новий керуючий Тернопільською єпархією, єпископ Віктор (Бедь).

Після Об'єднавчого собору 2018 року, семінарія фактично згорнула свою діяльність через брак викладацьких кадрів, і недостатню кількість бажаючих у ній працювати священослужителів ПЦУ.
У приміщенні семінарії знаходиться Кирило-Мефодіївський храм-каплиця, де студенти майже щоденно моляться та проводять заняття церковного співу.

## Керівництво
- ректор — митр. прот. Роман Сливка (перейшов у 1998 р. в нову єпархіальну семінарію УПЦ-КП, яку було облаштовано у м. Збараж).
- ректор — владика Мефодій (Кудряков) (2002-2015)
- ректор — владика Мстислав (Гук) (2015-2016)
- ректор — владика Віктор (Бедь) (2016-2017)
- ректор — владика Тихон (Петранюк) (2017-2019)